# Superfly (album)
Superfly – soundtrack do filmu blaxploitation o tym samym tytule, nagrany przez muzyka Curtisa Mayfielda z 1972 roku. Jest to jeden z pierwszych albumów koncepcyjnych w muzyce soulowej: tematy tekstów skupiają się na biedzie i narkotykach. Płyta okazała się niespodziewanym sukcesem, docierając do 1. miejsca listy Billboard 200.
W 2003 album został sklasyfikowany na 69. miejscu listy 500 albumów wszech czasów magazynu Rolling Stone.

## Lista utworów
Wszystkie utwory napisane i skomponowane przez C. Mayfielda.
1. "Little Child Runnin' Wild" – 5:23
2. "Pusherman" – 5:04
3. "Freddie's Dead" – 5:27
4. "Junkie Chase (Instrumental)" – 1:36
5. "Give Me Your Love (Love Song)" – 4:14
6. "Eddie You Should Know Better" – 2:16
7. "Think (Instrumental)" – 5:38
8. "Superfly" – 3:55

## Personel
- Curtis Mayfield – kompozytor, wokal, gitara, producent
- Joseph Lucky Scott – bas
- Master Henry Gibson – perkusja
- Tyrone McCullen – bębny (utwór 2)
- Morris Jennings – bębny (utwory 1, 3, 4, 5, 6, 7, 8)
- Craig McMullen – gitara
- Roger Anfinsen – inżynier dźwięku
- Johnny Pate – orkiestra, aranżer
- Glen Christensen – dyrektor artystyczny
- Milton Sincoff – pakowanie